# Альсугарай, Хуан Карлос
Хуан Карлос Альсугарай (родился в Сальто) — уругвайский футболист.

## Клубная карьера
Альсугарай принадлежал, по крайней мере, в 1924 году и с 1927 до февраля 1928 года клубу чемпионата Уругвая, «Рампла Хуниорс». В 1924 году клубу досталось третье место, а в сезоне 1927 года он выиграл чемпионат под руководством тренера Хосе Кольфины, который сменил Лаудо Серрато, управлявшего командой во время раскола уругвайского чемпионата.

## Национальная сборная
Альсугарай был также игроком уругвайской национальной сборной. В целом, начиная с дебютного матча 25 мая 1924 года до последней игры 19 августа 1925 года, он надевал футболку сборной шесть раз. Он не забил ни одного гола.
Он участвовал с национальной сборной в чемпионате Южной Америки 1924 года и выиграл этот титул с Уругваем. На турнире он сыграл в двух встречах.